# ريجيس فوكس
ريجيس فوكس هو لاعب هوكي الجليد سويسري، ولد في 6 أبريل 1970 في بورينتري في سويسرا.

## وصلات خارجية
- ريجيس فوكس على موقع EliteProspects.com (الإنجليزية)
- ريجيس فوكس على موقع Eurohockey.com (الإنجليزية)
- ريجيس فوكس على موقع HockeyDB.com (الإنجليزية)